# Ricania lukuluensis
Ricania lukuluensis är en insektsart som beskrevs av Victor Lallemand och Synave 1952. Ricania lukuluensis ingår i släktet Ricania och familjen Ricaniidae. Inga underarter finns listade i Catalogue of Life.